# Ljustjärnen (Mora socken, Dalarna, 677340-140544)
Ljustjärnen är en sjö i Mora kommun i Dalarna och ingår i Dalälvens huvudavrinningsområde.